# Terapia Jonasza
Terapia Jonasza – spektakl muzyczny autorstwa Jacka Bończyka (libretto) i Zbigniewa Krzywańskiego (muzyka).
Prapremiera spektaklu w reżyserii Jacka Bończyka i Jarosława Stańka odbyła się 21 kwietnia 2007 roku w Teatrze Rozrywki w Chorzowie. W 2009 roku ukazała się płyta z piosenkami za spektaklu, sygnowana nazwą zespołu Bończyk/Krzywański.

## Fabuła
Głównym bohaterem spektaklu jest Jonasz, 40-letni introwertyk, który od pół roku nie wychodzi z domu i z nikim nie rozmawia. Próbuje on przeanalizować swoje dotychczasowe życie. Jego alter-ego to Narrator, mieszkający w telewizorze. Jonasz może go włączać i wyłączać pilotem.
Wokół Jonasza znajdują się jego bliscy, którzy próbują mu pomóc, mimo że Jonasz wyraźnie stwierdza, że pragnie mieć spokój. Matka Jonasza stara się mu dogodzić jak tylko może, jednocześnie zarzucając mu niewdzięczność i wyrażając obawy, by nie poszedł w ślady swojego ojca (Ojciec Jonasza uciekł od rodzinnego życia i oddał się czytaniu książek i piciu alkoholu; Matka i Ojciec są po rozwodzie, jednak mieszkają razem). Brat Matki, Wujek Wiechu stwierdza kategorycznie, że Jonasz niczego w życiu nie osiągnie. Następnie pojawia się znajomy rodziny, Ksiądz Piórko, który podobnie jak Wujek stwierdza, że Jonasz przegrał swoje życie.
W tym momencie Jonasz po raz pierwszy prosi, by zostawiono go w spokoju. Rodzina wraz z Księdzem zastanawia się co zrobić z Jonaszem. Stwierdzają, że najłatwiej będzie nad nim zapanować, gdy będzie się ich bał. Wtedy pojawia się największy koszmar z dzieciństwa Jonasza, Pani Doktor. Jest to sadystyczna kobieta, z którą Jonasz miał do czynienia za względu na astmę, którą przechodził jako dziecko. Do bohaterów dołącza również Żona Jonasza, Hortensja. Nie toleruje ona rodziny i znajomych swojego męża i sama nie jest przez nich tolerowana. Bohaterowie dochodzą jednak do wniosku, że muszą się ze sobą porozumieć dla własnego dobra. Integrują się stwierdzając, że Jonasz nie może żyć tak, jak dotychczas, bo oni chcą go kochać.
Słysząc to, Jonasz po raz drugi stwierdza, że chce mieć spokój i ucieka. Rodzina poszukuje go, gdyż bez niego życie jej członków będzie puste. Następuje reklama kliniki leczenia depresji, przedstawione zostają różne metody terapii. W rodzinie narasta złość wobec Jonasza, chcą mu zadać ból. Z pomocą przychodzi mu jednak Ojciec, stwierdzając, że Jonasz ma prawo żyć tak, jak chce.
Jonasz po raz pierwszy w ciągu całego spektaklu odwraca się twarzą do widowni. Stwierdza, że jego depresja to tylko chwilowa alergia na życie, którą każdy czasem ma. Wszystkie postacie śpiewają piosenkę o alergii.

## Wykonawcy

### Aktorzy
- Jacek Bończyk – Narrator/Jonasz
- Elżbieta Okupska – Matka
- Piotr Machalica – Ojciec
- Renata Przemyk – Żona
- Robert Talarczyk – Wujek Wiechu
- Jacenty Jędrusik – Ksiądz Piórko
- Maria Meyer – Pani Doktor
- Izabella Malik
- Krzysztof Włosiński

### Oraz
- Zespół wokalny
- Zespół baletowy
- Zespół muzyczny pod kierownictwem Zbigniewa Krzywańskiego w składzie:
  - Zbigniew Krzywański – gitary
  - Bartek Gasiul – instrumenty klawiszowe
  - Tomasz Pacanowski – gitary, perkusjonalia
  - Jakub Nowak – Warr Guitar, gitara basowa
  - Ryszard Guz – perkusja